# Bluefield (Virgínia de l'Oest)
Bluefield és una població dels Estats Units a l'estat de Virgínia de l'Oest. Segons el cens del 2009 tenia 11.068 habitants.

## Demografia
Segons el cens del 2000, Bluefield tenia 11.451 habitants, 5.038 habitatges, i 3.078 famílies. La densitat de població era de 506,4 habitants per km².
Dels 5.038 habitatges en un 24,7% hi vivien nens de menys de 18 anys, en un 43,5% hi vivien parelles casades, en un 13,9% dones solteres, i en un 38,9% no eren unitats familiars. En el 34,9% dels habitatges hi vivien persones soles el 17,5% de les quals corresponia a persones de 65 anys o més que vivien soles. El nombre mitjà de persones vivint en cada habitatge era de 2,23 i el nombre mitjà de persones que vivien en cada família era de 2,87.
Per edats la població es repartia de la següent manera: un 21,5% tenia menys de 18 anys, un 9% entre 18 i 24, un 23,5% entre 25 i 44, un 24,5% de 45 a 60 i un 21,5% 65 anys o més.
L'edat mediana era de 42 anys. Per cada 100 dones de 18 o més anys hi havia 79,5 homes.
La renda mediana per habitatge era de 27.672 $ i la renda mediana per família de 36.508 $. Els homes tenien una renda mediana de 31.396 $ mentre que les dones 21.051 $. La renda per capita de la població era de 17.751 $. Entorn del 13% de les famílies i el 19,3% de la població estaven per davall del llindar de pobresa.

## Poblacions més properes
El següent diagrama mostra les poblacions més properes.

## Fills il·lustres
- John Forbes Nash Jr. (1928 - 2015) matemàtic, Premi Nobel d'Economia de l'any 1994.